# Clinamen
Pour les articles homonymes, voir Clinamen (homonymie).
Le clinamen (en français : déclinaison) est, en physique épicurienne, l'écart ou une déviation spontanée des atomes par rapport à leur chute dans le vide, qui permet aux atomes de s'entrechoquer. Cette déviation, qui est spatialement et temporellement indéterminée et aléatoire, permet d'expliquer l'existence des corps et la liberté humaine dans un cadre matérialiste.

## Définition

### Chez Épicure
Cicéron attribue à Épicure la théorie du clinamen. Il n'en reste aucune trace aujourd'hui, son œuvre ayant été en grande partie perdue depuis l'Antiquité romaine.

### Chez Lucrèce
Lucrèce définit le clinamen dans son œuvre majeure, De rerum natura, au livre II. Après avoir rappelé que, dans la physique épicurienne, « les atomes descendent en ligne droite dans le vide, entraînés par leur pesanteur », il écrit que « il leur arrive, on ne saurait dire où ni quand, de s'écarter un peu de la verticale, si peu qu'à peine on peut parler de déclinaison ». Ces chocs permettent à la nature de créer : « sans cet écart ils ne cesseraient de tomber à travers le vide immense, comme des gouttes de pluie ; il n'y aurait point lieu à rencontres, à chocs, et jamais la nature n'aurait rien pu créer ».
C'est de cette déviation de la chute, qui « rompt les lois de la fatalité, et qui empêche que les causes ne se succèdent à l'infini », que « cette liberté accordée aux êtres vivants », cette « libre faculté arrachée au destin, qui nous fait aller partout où la volonté nous mène », naît. Lucrèce conclut : « aux atomes aussi nous devons reconnaître cette propriété : eux aussi ont une cause de mouvement autre que les chocs et la pesanteur – une cause d'où vient le pouvoir inné de la volonté, puisque nous voyons que rien ne peut naître de rien [...] : or tel est l'effet d'une légère déviation des atomes, dans des lieux et des temps non déterminés ».

### Chez Serres
Dans Le Gaucher boiteux, le philosophe Michel Serres élabore une métaphore de la création des idées. Pour Serres, « La pensée incline. Sans crier gare, en des lieux et des temps incertains, elle change brutalement de direction, parfois de façon infime. » Le philosophe souligne notamment que Lucrèce avait dessiné le « schème élémentaire » de la pensée sous forme de rameau ou de Y. S'inscrivant dans la perspective d'un « Grand Récit », Michel Serres souligne que de nombreux scientifiques tels que Louis Pasteur, Pierre Curie ou encore les néodarwiniens, les atomistes récents ou encore des physiciens de la thermodynamique ont prolongé la « déviation » inspirée par le clinamen. Le gaucher boiteux est celui qui crée des personnages, qui sont des métaphores du réel (Petite Poucette, Le Malpropre, Le Tiers-Instruit). Mais il existe aussi un « gaucher pensant », qui préfigure « l'âge doux », dans lequel le philosophe entrevoit une « transformation radicale » de l'humanité.

## Postérité

### Rapport à la 'Pataphysique
Ces écarts qui paraissent des accidents de parcours, des épiphénomènes, rapprochent le clinamen de la « science du particulier, quoi qu'on dise qu'il n'y a de science que du général », qu'est la 'Pataphysique
Dans les Gestes et opinions du docteur Faustroll, pataphysicien, roman à clefs, bible des Pataphysiciens, Alfred Jarry parle précisément de l'éjaculation de « la bête imprévue Clinamen » (livre VI, chapitre XXXIV intitulé justement « Clinamen »). O. Votka, pataphysicien, écrit qu'Épicure « a saisi qu'au centre de toute pensée comme de toute réalité (qui n'est jamais pour quiconque qu'une pensée de réalité), il y a une aberrance infinitésimale, une inflexion indispensable, qui cependant oriente et désoriente tout. Le clinamen est donc bien autre chose qu'un hasard ou qu'une chance comme on le dit souvent. C'est une notion dérisoire qu'Épicure a mis au principe... ».

### Rapport à l'Oulipo
Et l'oulipien Paul Braffort commente : « Ce texte ouvre une polémique […] sur la relation possible du clinamen avec les relations d’incertitude de la physique quantique. Mais pour Perec le clinamen intervient surtout comme « mode d’emploi complémentaire » à la mise en œuvre des contraintes oulipiennes ».
Perec définit ainsi le clinamen : « Nous avons un mot pour la liberté, qui s'appelle le clinamen, qui est la variation que l'on fait subir à une contrainte... [Par exemple], dans l'un des chapitres de La vie mode d'emploi, il fallait qu'il soit question de linoleum, il fallait que sur le sol il y ait du linoleum, et ça m'embêtait qu'il y ait du linoleum. Alors j'ai appelé un personnage Lino – comme Lino Ventura. Je lui ai donné comme prénom Lino et ça a rempli pour moi la case Linoleum. Le fait de tricher par rapport à une règle ? Là, je vais être tout à fait prétentieux : il y a une phrase de Paul Klee que j'aime énormément et qui est : Le génie, c'est l'erreur dans le système ».